# Orovnica
Orovnica es un municipio del distrito de Žarnovica en la región de Banská Bystrica, Eslovaquia, con una población estimada a final del año 2024 de 513 habitantes.
Se encuentra ubicado al noroeste de la región, en el valle del río Hron —un afluente izquierdo del Danubio— y cerca de la frontera con las regiones de Nitra y Trenčín.

## Demografía
| Año        | 1994 | 2004    | 2014    | 2024    |
| ---------- | ---- | ------- | ------- | ------- |
| Población  | 580  | 546     | 567     | 513     |
| Diferencia |      | −5,86 % | +3,84 % | −9,52 % |

| Año        | 2023 | 2024    |
| ---------- | ---- | ------- |
| Población  | 517  | 513     |
| Diferencia |      | −0,77 % |